# 浅水镇
浅水镇，是中华人民共和国广东省湛江市吴川市下辖的一个乡镇级行政单位。

## 行政区划
浅水镇下辖以下地区：
前进社区、高栈村、石碧村、山茶村、新屋村、双塘村、杨梅村和龙首村。